# Зелёный шатёр
«Зелёный шатёр» — роман Людмилы Улицкой в 30 рассказах, посвящённый зарождению инакомыслия в советском обществе и поколению шестидесятников-диссидентов. Опубликован издательством «Эксмо» в конце 2010 года.

## Сюжет
В книге прослеживается судьба трёх школьных друзей — Ильи, Сани и Михи — в период от похорон Сталина до смерти Бродского в 1996 году. Все трое родились в Москве за год до войны и выросли без отцов. Их предки принадлежали к разным социальным группам — от пролетариата до аристократии. Отвращение к насилию, неспособность к драке гарантировали им невысокое место в школьной иерархии. К счастью, ребята попали под крыло талантливого педагога — Виктора Юльевича Шенгели, который организовал кружок любителей русской словесности. Люрсы (как они стали себя называть) оставались лучшими друзьями до самого окончания школы, после чего выбрали для себя разные профессии и пути в жизни.
На фестивале молодёжи и студентов Илья встретился и подружился с иностранцем, Пьером Зандом. Он стал отправлять Занду самиздатовские тексты и фотографии для публикации за рубежом, что постепенно превратилось в источник заработка. Желая обеспечить сыну-аутисту лучшее будущее, жена Ильи уехала в Америку. В конце концов Илья тоже выбрал путь эмиграции, так как его деятельность в самиздате становилась всё более опасной. Его вторая жена Ольга, оставшись в одиночестве, погрузилась в депрессию. Умерли супруги почти одновременно, хотя и по разные стороны «железного занавеса».
Рыжий еврейский юноша Миха, увлёкшись филологией и дефектологией, устроился учителем в подмосковный интернат для глухонемых детей. Потеряв работу из-за диссидентской активности, он был вынужден искать подработки у Ильи. Был арестован, после чего личная жизнь Михи и его положение в обществе разлетелись вдребезги. Миха, будучи честен до нелепости, не смог пережить этой катастрофы и покончил с собой.
Саню от активного диссидентства избавило увлечение музыкой. Когда Миха попал в тюрьму, замкнутый Саня стал заботиться о его жене и ребёнке. После смерти любимой бабушки Саня отдалился от друзей и начал тоже подумывать об эмиграции. Пьер вызвался устроить ему фиктивный брак с американкой. После переезда в США Саня стал преподавать в консерватории. Книга заканчивается его посещением Иосифа Бродского накануне смерти поэта.

## Художественные особенности
Улицкая не столько героизирует диссидентов, сколько снимает с них романтический флер, показывая, как одни попадаются на удочку КГБ и становятся тайными сотрудниками, а другие не выдерживают заключения и страстно каются на публичной пресс-конференции после громкого процесса.
Жанр «Зелёного шатра» иногда определяется как публицистическая беллетристика: «это не роман, не историческое исследование и не публицистическая статья, а нечто среднее». Наряду с вымышленными персонажами в книге действуют реальные лица, подчас слегка закамуфлированные: знаменитые писатели вроде Солженицына и Синявского, отправленный в психушку генерал, адвокат диссидентов Дина Аркадьевна. Серьёзный тон повествования расцвечивают юмором диссидентские байки.

## Отзывы
- Наталья Иванова: «Улицкая выстраивает (на самом деле это жизнь выстраивала) совершенно невероятные тре- и многоугольники — из диссидентов, гэбэшников, стукачей, жен, мужей, сестер, подруг и т. д. Она подносит близко к глазам читателя свой калейдоскоп — слишком быстро, на мой вкус, меняя картинку. Проходят, промелькивают десятилетия, потом автор возвращает читателя назад; швы не всегда сварены, главы торопливы — скорее пересказы, и в пересказах этих Улицкая тоже торопится и забывает о том, что она пишет всё-таки прозу, а не черновик с набросками и на живую нитку.»[4].
- Татьяна Григорьева: «Роман выглядит беглым пересказом русской истории и литературы второй половины XX века — от Сталина до Бродского, от Пастернака до бардов. <…> Сюжет складывается из отдельных, казалось бы не связанных между собой кусков, но их стягивают в единое повествование герои, часто не подозревающие об этом: они проходят мимо друг друга по улице, выходят замуж за друга брата соседа, наконец, читают одну и ту же книгу с промежутком в несколько лет. В каждой из глав на передний план выходит то один, то другой персонаж, пока другие на периферии уплотняют фон.»[2].
- Дмитрий Быков: «Улицкая оценивает человека со многих сторон, помещает его в такую призму лучей, в короб лучевой. Это особенно заметно в „Зеленом шатре“, где истории перекрываются, как черепицы на кровле. Но главное, что каждая рассказана с разной точки зрения, поэтому разные фрагменты биографии мы видим в разном восприятии. Возникает такая стереоскопия, вполне научная[5]. <…> Где-то мы видим повторения, где-то мы видим куски, изложенные c разных точек зрения. Это книга о бесовщине русского диссидентства, назовём это так. Старая мысль Войновича о том, что иные диссиденты были по своему мировоззрению тоталитарнее самых яростных тоталитариев.»[6].

## Адаптации
Роман переведён на основные европейские языки. В 2012 г. Анджей Бубень поставил в петербургском театре «Балтийский дом» спектакль по роману Улицкой.